# Cecily von Ziegesar
Cecily von Ziegesar, née le 27 juin 1970, est une romancière américaine, autrice de romans destinés principalement aux adolescents. Ayant suivi sa scolarité dans un lycée huppé de Manhattan (Nightingale-Bamford School), ses livres reflètent le style de vie des adolescents riches explorant les drogues, l'alcool, la sexualité, et les amitiés difficiles.
Elle fait une courte apparition dans la saison 4 épisode 22 de la série qui porte le même nom que son roman.

## Œuvres
- Indomptables
- Gossip Girl (14 tomes dont un hors série).
- It Girl (10 tomes).
- Glam, jalousie et autres cachoteries
- Pyscho Killer reboot Gossip Girl (série littéraire)